# Wapen van Bever

Het wapen van Bever sinds 1923.

Het Wapen van Bever is het heraldisch wapen van de Belgische gemeente Bever. Dit wapen werd op 15 september 1923 aan de gemeente toegekend.

## Geschiedenis
Het wapen is dat van Croÿ-Renty, daar het dorp sinds 1516 in handen was van verschillende takken van deze familie. Het wapen werd reeds in de oudste zegel van de schepenbank van Bever uit 1524 gebruikt. De gemeente vroeg in 1913 het wapen van Croÿ-Renty als gemeentewapen aan en ontving het wapen in 1914, maar door de Eerste Wereldoorlog werd het niet officieel bij Ministerieel Besluit toegekend. Pas in 1923 zou het wapen officieel worden toegekend aan de gemeente Bever.

## Blazoen
Het huidige wapen heeft de volgende blazoenering:
Gevierendeeld 1 en 4 in zilver, drie roode dwarsbalken, 2 en 3 in zilver, drie roode disselbijlen, de beide bovenste afgewend.— Ministerieel Besluit van 15 september 1923

## Verwante wapens

Wapen van Etroeungt (Frankrijk).
Voormalige wapen van Froidchapelle (België).
Wapen van Hervelinghen (Frankrijk).
Wapen van Montcornet (Frankrijk).
Wapen van Rousies (Frankrijk).
Wapen van Sivry-Rance (België).